# Wyżyna Południowoszkocka

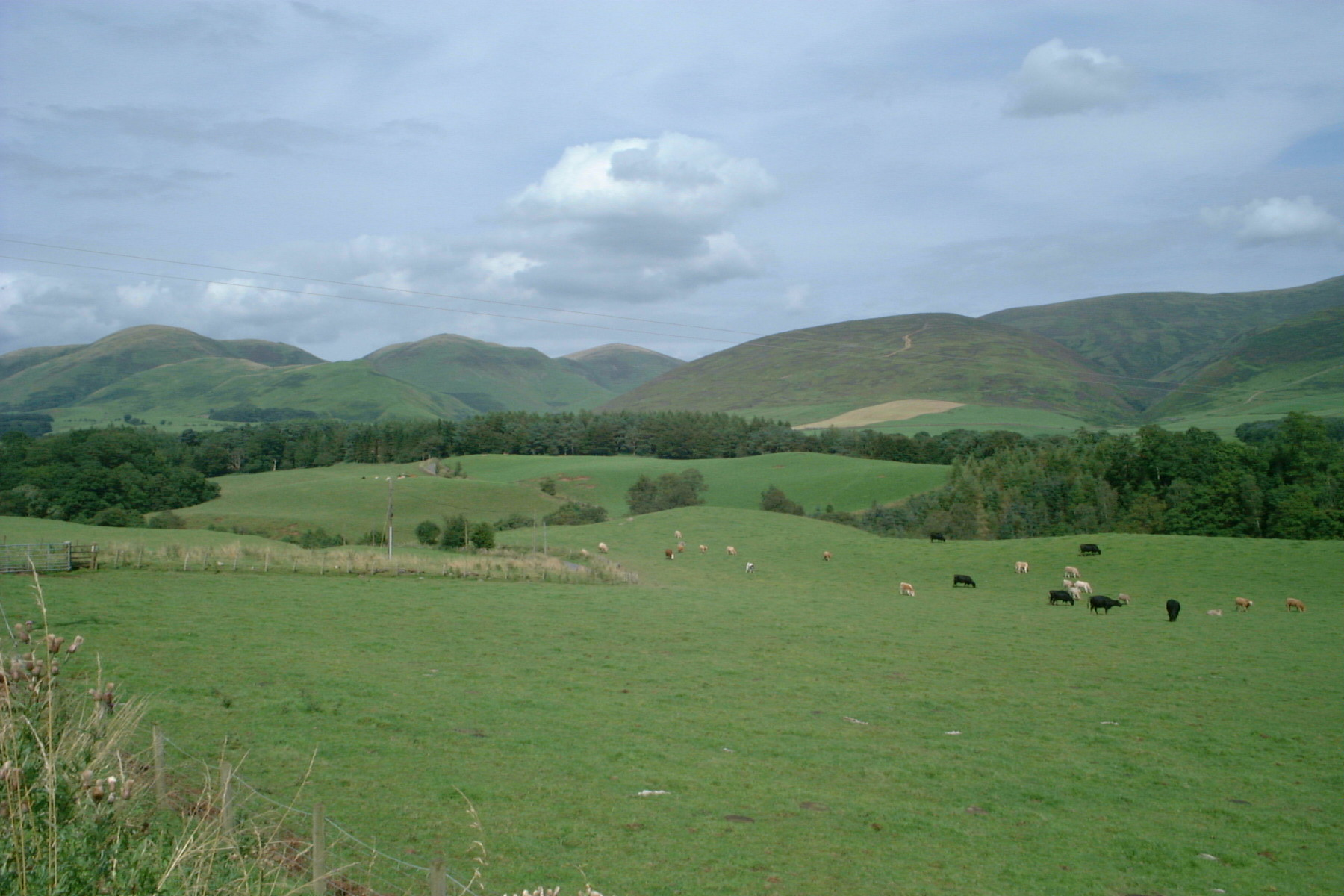
Krajobraz Wyżyny Południowoszkockiej

Wyżyna Południowoszkocka (ang. Southern Uplands) – rozległa, długa prawie na 200 km, rozczłonkowana licznymi dolinami rzek wyżyna w południowej Szkocji. Bardzo stara geologicznie, silnie zwietrzała. Zbudowana z granitów i łupków krystalicznych.
W zachodniej części ślady zlodowacenia plejstoceńskiego. Średnia wysokość wyżyny to około 600 m n.p.m., natomiast najwyższym wzniesieniem jest góra Merrick, mająca 842 m n.p.m. wysokości. Wyżyna Południowoszkocka jest obszarem źródłowym dla rzek: Clyde, Tweed oraz Nith. Region wyżyny jest miejscem intensywnej hodowli owiec. W krajobrazie dominują liczne torfowiska, wrzosowiska, a także trawiaste łąki. Lasy nieliczne, głównie sosnowe.